# (38724) 2000 QW129
2000 كيو دابليو 129 (ويعرف أيضًا باسم (38724) 2000 كيو دابليو 129 وفق تسمية الكوكب الصغير) (بالإنجليزية: 2000 QW129)‏ هو كويكب ضمن حزام الكويكبات؛ وترتيبه 38724 من حيث الاكتشاف.
اكتُشف هذا الجُرم الفلكي بواسطة جون بروفتون في 31 أغسطس 2000.

## وصلات خارجية
- (38724) 2000 QW129 في قاعدة بيانات مختبر الدفع النفاث لأجرام النظام الشمسي الصغيرة

- الاكتشاف · مخطط المدار ·  العناصر المدارية · المعلمات المادية

- (38724) 2000 QW129 على موقع ويكي سكاي: DSS2, SDSS, GALEX, IRAS, Hydrogen α, X-Ray, Astrophoto, Sky Map, Articles and images